# 행동유전학
행동 유전학(行動遺傳學, behavioural genetics)은 유전자의 발현과 사람을 포함한 동물의 행동 사이의 연관을 연구하는 유전학, 행동학, 심리학이 융합된 학문이다.

## 개요
행동이 선천적인 요인에 의지하는지 아니면 훈육된 결과인지를 놓고 오랫동안 여러 학문에서 벌어진 본성과 양육 논쟁의 한 가운데에 있는 학문이라고 할 수 있다.행동이 유전된다고 하더라도 반드시 어떤 행동을 일으키는 특정한 유전자가 존재하는 것은 아니다. 유전자는 단백질을 만들게 할 뿐이고, 단백질의 형성과 행동 사이에는 수 많은 단계가 존재한다. 아직까지 이 모든 단계가 모두 밝혀진 경우는 없다. 그럼에도 불구하고 많은 행동이 유전자와 연관되어 있다는 것은 분명한 사실이다. 예를 들어 귀뚜라미 수컷이 내는 소리는 유전형마다 다른데, 서로 다른 두 집단의 귀뚜라미를 교배하여 얻은 자식세대는 두 집단의 특징이 섞인 소리를 낸다. 이 자식 세대와 어느 한 쪽 집단을 교배시키면 다음 자식 세대의 소리는 선택한 집단의 소리에 더 가까워진다. 귀뚜라미 암컷은 자신이 속하는 집단의 소리에 보다 민감하게 반응한다.

행동유전학은 프랜시스 골턴이 창시한 우생학의 유산을 물려받은 셈이지만 사람의 성격 연구 등에서 괄목할 만한 성과를 거두기도 했다.

인간 게놈 연구가 발전할수록 행동유전학의 연구결과는 본성 대 양육 논쟁에서 본성의 입지를 강화시킬 것이기 때문에 우생학을 옹호하는 윤리적 딜레마에 봉착할 가능성이 농후하다.

## 연구방법론
행동 유전학은 어떤 개인 간의 편차가 유전 대 환경 구성 요소로 구분되는 분야이다. 가장 일반적인 연구 방법론은 가족 연구, 쌍둥이 연구, 그리고 입양 연구이다.

- 가족 연구

아이들은 그들의 부모에게서 각각 50%씩 유전자를 받는다. 따라서 유전자에 관한 문제의 특성은 가족에게서 찾을 수 있다. 

- 쌍둥이 연구

일란성 쌍둥이가 공유하는 그들의 유전자는 100%이다. 따라서 행동이 유전에 관련된 것이라면 일란성 쌍둥이의 성향은 같아야 한다. 

- 입양연구

만약 공유하는 환경이 사람의 행동 특성에 영향을 준다면 한 가족 내에서 길러진 형제자매는 입양되어 멀리 떨어져 길러진 형제자매보다 비슷해야 한다.

## 행동유전학과 성격
행동유전학자들은 사람의 성격이 다섯 가지 특성으로 구분된다고 본다. 성격에 차이를 부여하는 5대 특성은 지적 개방성(openness to experience), 성실성(conscientiousness), 외향성(extroversion), 친화성(agreeableness), 정서 안정성(neuroticism)이다. 영어 첫 글자를 따서 OCEAN 이라 불린다. 다시 말해서 성격은 새로운 생각에 개방적인가 무관심한가, 원칙을 준수하는가 제멋대로인가, 사교적인가 내성적인가, 우호적인가 적대적인가, 신경이 과민한가 안정적인가 하는 다섯 기준 사이에 다양하게 분포되어있다. 요컨대 개인의 성격은 5대 특성이 어느 수준으로 섞여 있는가에 따라라 결정된다. 행동유전학자들은 성격의 5대 특성이 모두 유전적이라고 주장한다.

## 같이 보기
- 진화심리학
- 본성 대 양육
- 성격심리학
- 양적유전학

## 참고 문헌
- 매트 리들리, 김한영 역, 본성과 양육, 김영사, 2004, ISBN 89-349-1617-6[쪽 번호 필요]
- 이인식, 지식의 대융합, 고즈원, 2008[쪽 번호 필요]
- Pulves 외, 이광웅 외 역, 생명 생물의 과학, 2006, 교보문고, ISBN 89-7085-516-5, 938쪽